# Доисторическая Ирландия
Доисторический (дописьменный) период человеческой истории Ирландии охватывает время с появления в ней первых людей в конце последнего оледенения и до раннего железного века, когда Ирландия впервые упоминается в греческих и римских источниках. Поскольку Ирландия географически и исторически представляла собой единый культурный регион, в данной статье рассматривается также территория современной Северной Ирландии в составе Великобритании.

## Образование острова
Остров Ирландия образовался около 10 тыс. лет до н. э., когда полярная ледовая шапка растаяла и уровень моря поднялся. Возникший вследствие этого узкий канал отрезал Ирландию от юго-запада Шотландии. От материковой Европы Ирландия была изолирована примерно за 6 тыс. лет до того, как Британия стала островом (вплоть до мезолита Британию соединял с материком участок суши, известный как Доггерленд).

## Плейстоценовое оледенение

Различные типы растительности, в том числе в зонах, покрытых ледяным щитом во время последнего оледенения

Во время плейстоценового ледникового периода Ирландию покрывал ледяной щит толщиной до 300 метров, который раскрошил под своей тяжестью камни и кости и уничтожил все возможные следы ранних поселений гоминид или людей. Человеческие останки, датируемые временем до последнего оледенения, были обнаружены только на крайнем юге Британии, значительная часть которой осталась не покрытой ледником.
Во время Последнего ледникового максимума в верхнем палеолите, около 16 тысяч лет до н. э., Ирландия представляла собой тундру. Общее центральное оледенение (англ. Midland General Glaciation) покрывало около двух третей Ирландии дрейфующим ледовым щитом. Климат был неблагоприятным для большинства европейских растений и животных, и обитание человека в тот период считается маловероятным.
В период 15500 — 10000 гг. до н. э. произошло потепление, в результате чего в северные части Европы начинают проникать кочующие охотники-собиратели. Как можно судить по данным генетики и остаткам фауны, волна переселенцев происходила из юго-западной Европы, вероятно, из франко-кантабрийского региона. Из животных в пребореальный период на север первыми проникли, очевидно, северный олень, тур и подобные им. Как можно судить по ряду стоянок, относящихся к периоду древнее 10000 лет назад, обнаруженных, например, в Швеции, люди могли использовать кромки ледников как места, откуда они могли охотиться на мигрирующую дичь.
Указанные факторы и экологические изменения привели к тому, что люди стали заселять наиболее северные свободные от льда территории Европы с наступлением голоцена, в том числе ближайшие к Ирландии территории.
Свидетельства наличия людей в Ирландии в указанный период отсутствуют, за исключением одной стоянки, датированной 11 тысячами лет до н. э., обнаруженной на восточном побережье Ирландского моря, обитатели которой питались морской пищей, в том числе моллюсками. Возможно, люди действительно проникали в Ирландию, однако её ресурсы показались им скудными, если не считать того, что можно было добыть на побережье, а также желудей, поэтому они не населяли её постоянно.
По мере отступления северных ледников поднимался уровень моря, и вода проникала во внутреннее море, находившееся на месте современного Ирландского моря. Отток пресной воды и связанный с ним подъём уровня моря между Ирландским и Кельтским морями задержали, хотя и не остановили проникновение в Ирландию флоры и фауны из континентальной Европы через Британию.

## Палеолит
Разделанные древними людьми кости животных из пещер Элис и Гвендолен в графстве Клэр на западе Ирландии датируются методом радиоуглеродного анализа возрастом в 12,5 тысяч лет.

## Мезолит
На территории Ирландии последнее оледенение окончилось около 10 тысяч лет до н. э. Человеческая колонизация Ирландии началась около 8000 — 7000 лет до н. э. Предполагается, что наиболее ранние поселенцы мигрировали на острова с территории Британии через Стрейтс-оф-Мойл и пролив Святого Георга. Мезолитическая стоянка в Маунт-Сэндел на севере Ирландии датируется возрастом 10 тысяч лет.
Наиболее ранние памятники присутствия людей в Ирландии после отступления ледников датируются между 8000 и 7000 гг. до н. э. Поселения мезолитических охотников-собирателей обнаружены в нескольких разбросанных по территории Ирландии местах: Маунт-Сэндел в графстве Лондондерри (Колрейн); Вудпарк в графстве Слайго; в эстуарии реки Шаннон; Лох-Бура (Lough Boora) в графстве Оффали; Каррен (Curran) в графстве Антрим; а также несколько в Манстере. Предполагается, что поселенцы первоначально колонизировали северо-восток страны, попав туда из Шотландии. Хотя в то время уровень моря был ниже, чем сейчас, Ирландия к тому времени, возможно, уже была островом, и поселенцы добрались туда на лодках (о дискуссиях по данному поводу см. в статье Доггерленд). Гипотеза о прибытии на лодках выглядит вполне вероятной в свете того, что большинство мезолитических поселений в Ирландии были расположены на побережье. Очевидно, мезолитические обитатели Ирландии вели морской образ жизни и зависели от морских источников пищи. В какой-то мере морской образ жизни был навязан им окружающими природными условиями, поскольку даже после исчезновения ледникового щита прошли столетия, прежде чем исчезла вечная мерзлота в почве и она покрылась растительностью.
Рацион охотников-собирателей мезолита был разнообразным и состоял из морепродуктов, птицы, диких свиней, лесных орехов и т. п..  Нет никаких свидетельств обитания оленей в Ирландии в эпоху мезолита; предполагается, что первые благородные олени были завезены на ранних этапах неолита.  Люди охотились при помощи копий, стрел и гарпунов с небольшими кремнёвыми наконечниками-микролитами и дополняли свой рацион сбором орехов, фруктов и ягод. Они обитали в сезонных жилищах, которые они сооружали, растягивая шкуры животных на деревянных каркасах. Очаги для приготовления пищи располагались за пределами жилищ. Общая численность населения Ирландии в эпоху мезолита, предположительно, не превышала нескольких тысяч человек.
Геномы ирландских охотников-собирателей образуют отдельный кластер внутри более широкой группы мезолитических охотников-собирателей из Северо-Западной Европы, в отличие от британских охотников-собирателей, которые ничем не отличаются от континентальных охотников-собирателей. Это объясняется существованием доггерлендского моста между Британией и континентом. Генетическое отличие ирландских мезолитических жителей от их современников из Британии предполагает длительный период генетической изоляции мезолитических ирландцев после того, как последние перешли в Ирландию около 8000 г. до н. э. Никаких признаков недавнего инбридинга у мезолитических ирландских охотников-собирателей не выявлено. Их численность достигала 3000—10000 особей. Мезолитические обитатели Ирландии были темнокожими, темноволосыми и голубоглазыми. У обоих мезолитических ирландцев определена Y-хромосомная гаплогруппа I2а1. У образца SPA62 определена митохондриальная гаплогруппа U5a2d, у образца KGH6 определена митохондриальная гаплогруппа U5b2a.

## Неолит (4500 — 2500 гг. до н. э.)

### Появление неолитического хозяйства
В 6 тыс. до н. э. почти одновременно в разных оконечностях Европы возникает новая, неолитическая культурная традиция, связанная с культивированием злаков, выпасом домашних животных (крупного рогатого скота, коз, овец), широким использованием керамики, постоянных жилищ. В центральной Европе неолит был связан с культурой линейно-ленточной керамики, которая в течение нескольких столетий дошла до атлантического побережья Северной Франции. Ещё одна неолитическая культура, Ла-Огетт, прибыла в восточные регионы Франции как преемник возникшей в иберо-итальянском регионе культуры импрессо. В культуре Ла-Огетт, как и в предшествовавшем ей западном варианте культуры импрессо, преобладало разведение овец и коз. Имеются свидетельства того, что около 5100 года до н. э. на юге Англии начинает употребляться молоко и появляется домашний скот — потомки скота, одомашненного в Эгейском регионе вскоре после наступления голоцена. По-видимому, эти животные были завезены в Британию представителями культурой линейно-ленточной керамики. Около 4300 года до н. э. домашний скот появляется и в Северной Ирландии, а вслед за ним появляется и благородный олень.
Начиная с 4500 г. в Ирландию проникает набор характерных для неолита черт, включающий культивирование злаков, культуру сооружения постоянных домов (подобных существовавшим в то же время в Шотландии) и каменных монументов. Овцы, козы, крупный рогатый скот и злаки были завезены с юго-запада континентальной Европы, и это стимулировало резкий рост населения. На Кейдских полях в графстве Мэйо под слоем торфа сохранилась обширная система неолитических аграрных полей, возможно, старейшая в мире. Состоящие из небольших участков, отделённых друг от друга каменными стенами, сложенными сухой кладкой, эти поля обрабатывались в течение нескольких веков, примерно между 3500 и 3000 гг. до н. э. Основными культурами, которые здесь культивировались, были пшеница и ячмень. Керамика возникла примерно в то же время, что и земледелие. Керамические изделия, подобные найденным на севере Британии, были раскопаны в Ольстере (керамика Лайлз-Хилл, Lyle’s Hill pottery) и в Лимерике. Типичными для данной керамики являются миски с широким горлом и круглым дном.
Процессы в Британии во многом напоминают наступление неолита на западе Европы, например, в регионах распространения культуры Ла-Огетт или иберской эпикардиальной культуры. Распространение зерновых культур постепенно замедляется при приближении к северу Франции, тем более, что ряд злаков — таких, как пшеница — было трудно выращивать в холодном климате, однако вместо неё на севере распространяются ячмень и немецкая рожь. Можно также предположить, что замедление распространения зерновых культур в Ирландии, Шотландии и Скандинавии связано с аспектом DQ2.5 гаплотипа AH8.1, поскольку данный гаплотип связан с подверженностью болезни, вызываемой пшеничным белком, сахарным диабетом типа I и прочими аутоиммунными заболеваниями, распространение которых косвенно стимулировал неолит.

### Неолитические мегалиты
Наиболее значительной характеристикой неолита в Ирландии было внезапное появление и резкое распространение мегалитических монументов. В большинстве мегалитов обнаружены человеческие останки — обычно, хотя и не всегда, кремированные, а также погребальные приношения — керамика, наконечники стрел, бусы, подвески, топоры и др. В настоящее время в Ирландии известно около 1200 мегалитических гробниц, которые можно разделить на 4 крупные группы:

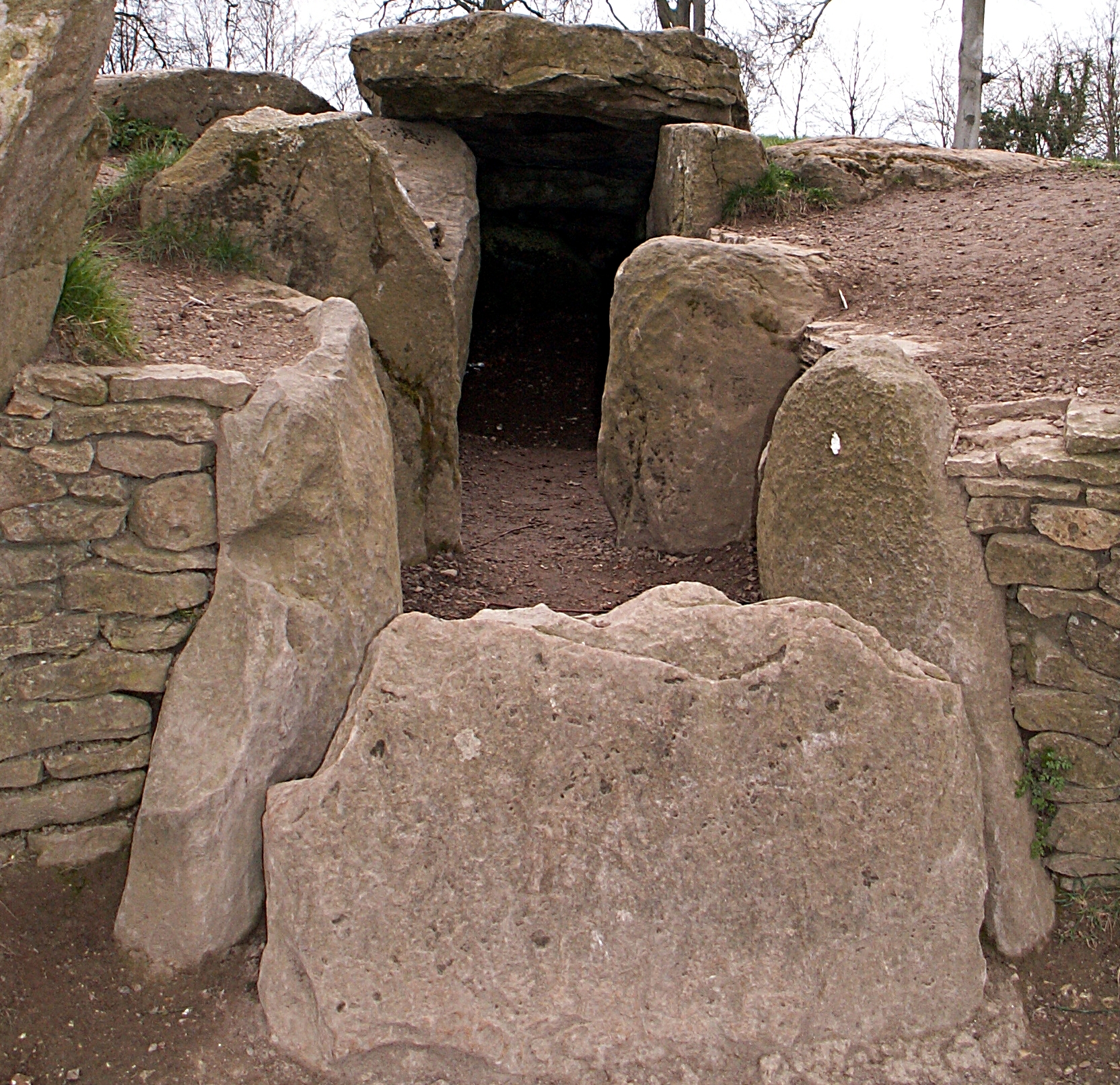
Уэйлендз-Смайти: дворовая гробница из группы Северн-Котсуолдских гробниц.
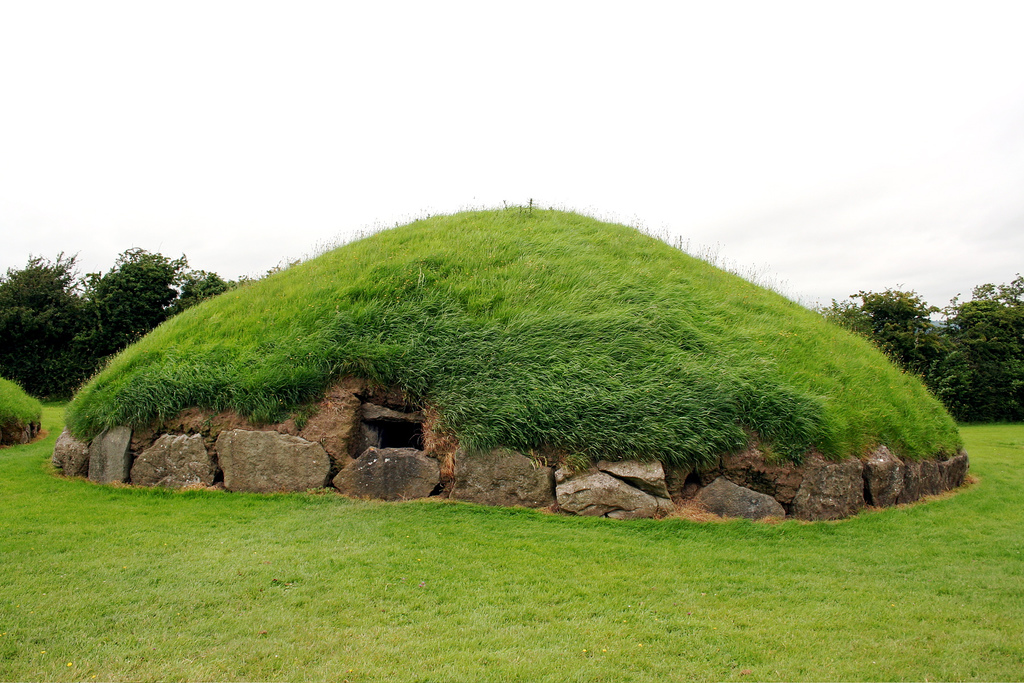
Наут, коридорная гробница в Бру-на-Бойне.
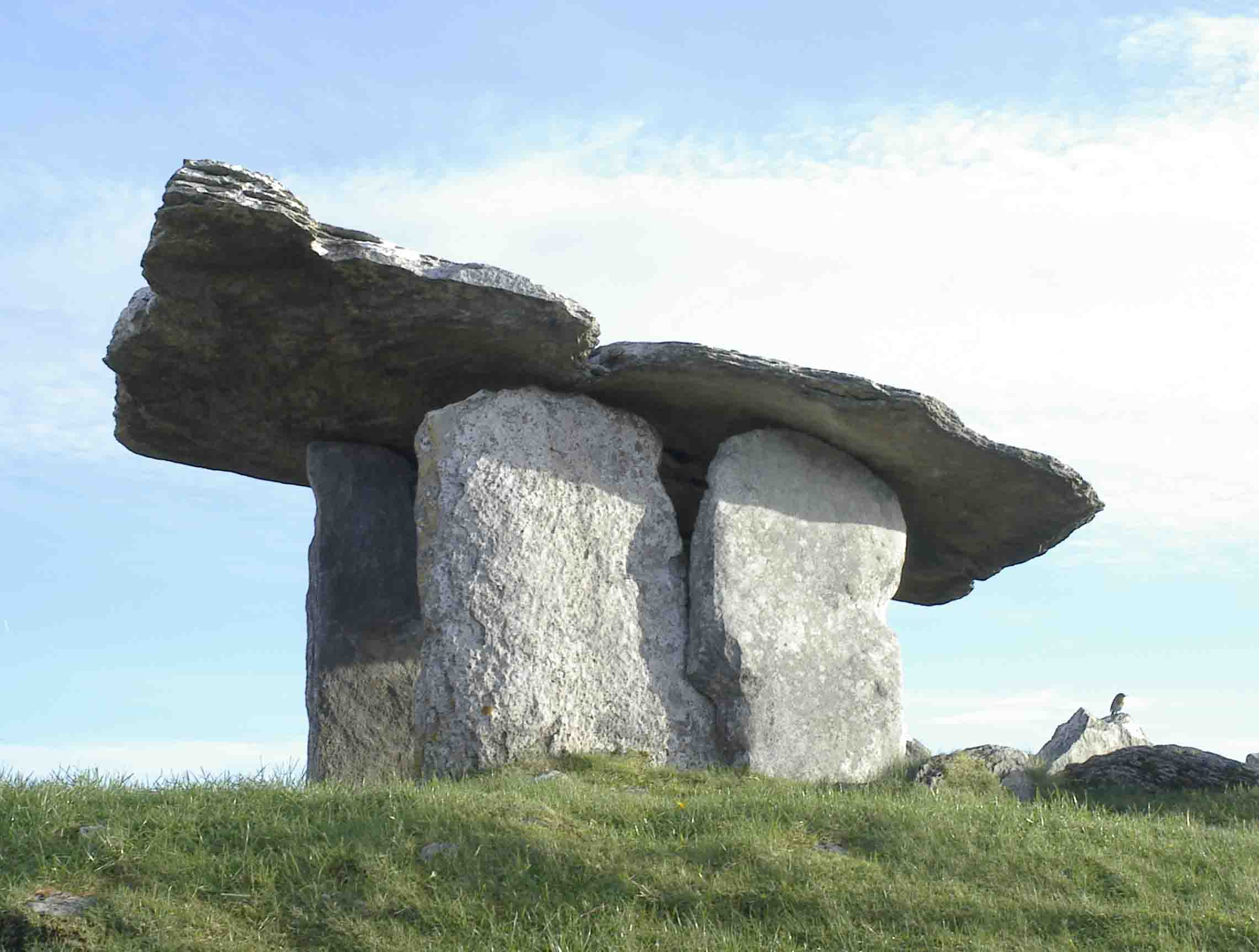
Дольмен Пулнаброн, портальная гробница в Буррене.
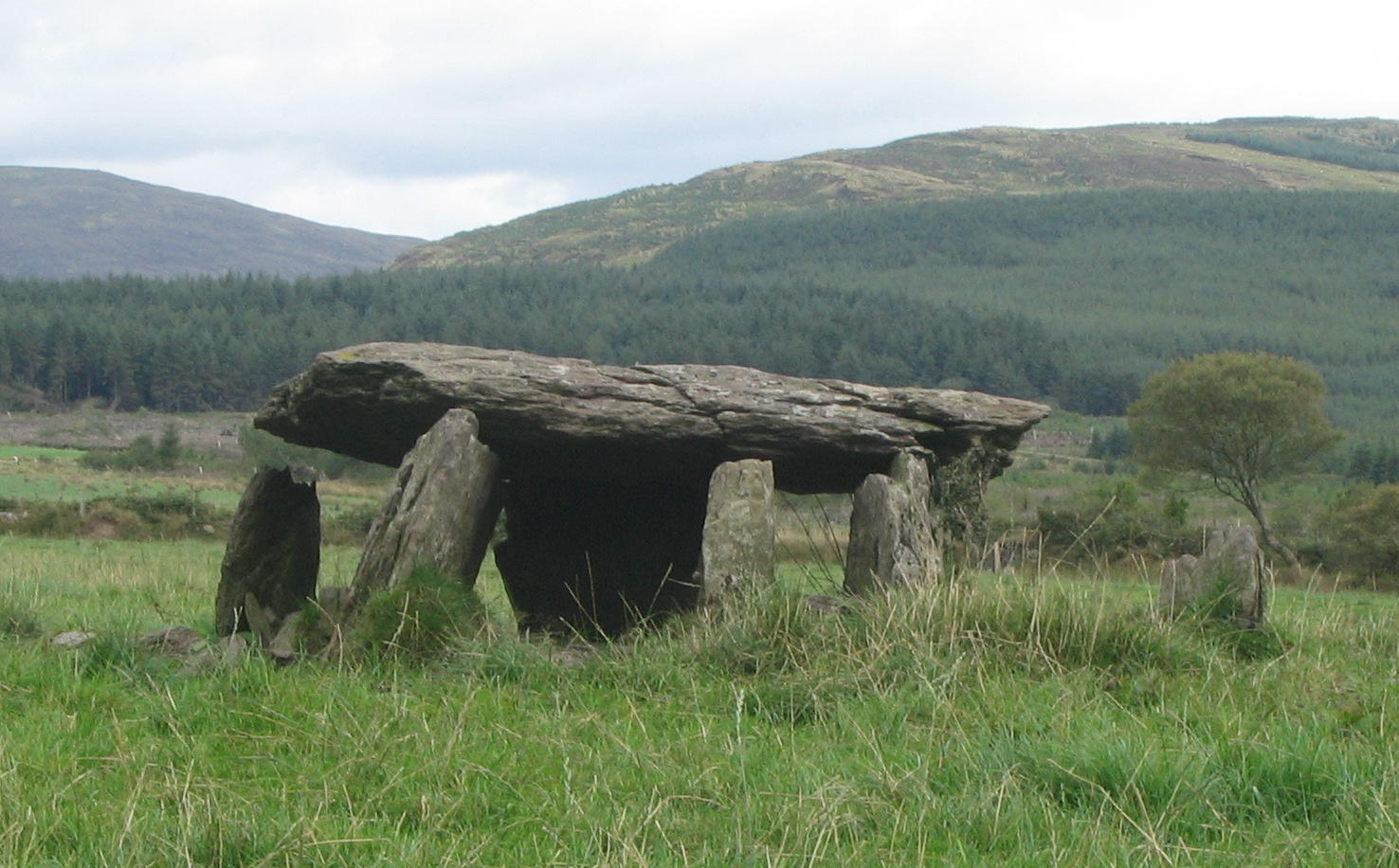
Клиновидная гробница Глэнтэн-Ист.

- дворовые гробницы[англ.] — для них характерно наличие двора перед входом. Расположены почти исключительно на севере Ирландии и включают наиболее ранние образцы мегалитических гробниц.
- коридорные гробницы — наименьшая по численности группа, однако наиболее внушительная с точки зрения исполнения и размера. Коридорные гробницы находятся в основном на севере и востоке Ирландии. Наиболее крупными и впечатляющими примерами является мегалитические некрополи в Бру-на-Бойне, Лох-Крю (оба в графстве Мит), Карроукил и Карроумор (оба в графстве Слайго). Наиболее знаменитым является Ньюгрейндж, памятник Всемирного наследия и один из древнейших в мире археоастрономических объектов — он был сооружён около 3200 года до н. э. Даже в наши дни во время зимнего солнцестояния первые лучи восходящего солнца просвечивают через окно над входом в гробницу и освещают погребальную камеру в центре гробницы. В другом из мегалитов Бру-на-Бойна, Науте, найдена древнейшая в мире карта Луны, выгравированная на камне.
- портальные гробницы — в их число входят широко известные «дольмены». Состоят из трёх или более вертикально поставленных камней, на которые опирается широкий плоский горизонтальный камень свода («столешница»). Большинство портальных гробниц находятся в одном из двух мест их максимальной концентрации — на юго-востоке страны или на севере. Наиболее яркими примерами являются дольмены Нокин (Knockeen) и Голстаун (Gaulstown) в графстве Уотерфорд.
- клиновидные гробницы — наиболее крупная и самая распространённая из четырёх перечисленных групп, в особенности на западе и юго-западе. Особенно много клиновидных гробниц найдено в графстве Клэр. Это наиболее поздний из 4 типов, относящийся к концу неолита. Название дано по клиновидной форме погребальных камер.

До настоящего времени существуют сторонники теории, согласно которой четыре данных группы монументов были связаны с четырьмя различными волнами вторженцев-колонистов, однако рост населения, который сделал возможным сооружение столь массивных памятников, вовсе не обязательно был результатом колонизации: он мог быть естественным последствием внедрения сельского хозяйства.

### Неолитическая демография
В ряде регионов Ирландии существовали пастушеские общины, что говорит о том, что некоторые неолитические жители Ирландии, как и в мезолите, продолжали вести миграционный, а не оседлый образ жизни. По-видимому, имелась региональная специализация: в части регионов преобладало оседлое земледелие, в остальных пастушество.
На пике неолита население Ирландии могло составлять от 100 до 200 тысяч человек. Около XXV века до н. э. наступает экономический коллапс, и население на некоторое время уменьшается.
До неолита Ирландское море представляло собой огромный барьер для потока генов. Прибывшие в Ирландию иммигранты, по крайней мере, с 3800 г. до н. э., завезли на остров сельское хозяйство и были генетически связаны с неолитическим населением в Британии, а их корни лежат в континентальной Европе. Они оказали серьёзное влияние на небольшую и изолированную местную мезолитическую популяцию, чья генетическая линия почти полностью исчезла в течение следующих нескольких поколений. Преобладание одной Y-хромосомной гаплогруппы I2a2a1a1-M284 среди ирландского и британского неолитического населения, как и двойное появление редкой Y-хромосомной гаплогруппы H2a среди индивидуальных мужских погребений Линкардстауна (Linkardstown) на юго-востоке Ирландии даёт дополнительные доказательства важности патрилинейного происхождения в этих обществах. У одного неолитчика из Пулнаброна, жившего ок. 5500 л. н., выявлен синдром Дауна. Полногеномный анализ ДНК образца NG10 из Ньюгрейнджа показал, что темнокожий и кареглазый мужчина из элитного погребения в коридорной гробнице возрастом 5000 лет родился от кровосмесительного союза первого порядка.

## Медный и бронзовый век (2500—700 гг. до н. э.)
Металлургия прибывает в Ирландию вместе с традицией колоколовидных кубков. Гончарные изделия, связанные с данной традицией, резко отличались от изящной неолитической керамики с закруглённым дном. Колоколовидные кубки обнаружены, например, в Росс-Айленд в национальном парке Килларни и ассоциируются с добычей меди в этих местах. По-видимому, появление кубков связано с прибытием из Европы носителей индоевропейских языков, возможно, даже одной из ветвей кельтских языков.
Медный век начался около 2500 года до н. э., — к этому времени относятся топоры из Лох-Рейвел (Lough Ravel) и большая часть топоров из Бэллибега (Ballybeg). Бронзовый век начался, когда медь начали сплавлять с оловом для производства бронзы и изделий из неё. Это произошло около 2000 года до н. э., — к этому времени относятся плоские топоры и другие металлические изделия, также найденные в Бэллибеге.
Бронза использовалась для производства как оружия, так и орудий труда. В археологических памятниках бронзового века обнаружены такие изделия, как мечи, топоры, кинжалы, тесаки, алебарды, шила, посуда для питья, роги (музыкальные инструменты) и многое другое. Ремесленники Ирландии бронзового века были особенно искусны в изготовлении музыкальных рогов, изготавливавшихся по восковым моделям.
Медь, используемая для производства бронзы, добывалась в Ирландии, в основном на юго-западе, тогда как олово импортировалось из Корнуолла. Наиболее ранняя известная медная шахта в Ирландии находилась на островке Росси посреди одного из озёр Килларни на территории современного графства Керри, где в период XXIV—XIX веков до н. э. осуществлялась добыча и обработка меди. Ещё одна хорошо сохранившаяся медная шахта, функционировавшая в течение нескольких столетий в середине 2 тыс. до н. э., обнаружена в Маунт-Гэйбриэл (англ. Mount Gabriel) в графстве Корк. Предполагается, что совокупная добыча меди в шахтах Корка и Керри в бронзовом веке составила около 370 тонн. Поскольку только 0,2 % данного количества приходится на найденные при раскопках бронзовые артефакты, предполагается, что Ирландия в то время была крупным экспортёром меди.
Также в Ирландии часто встречается самородное золото. В бронзовом веке начинается масштабная обработка золота ирландскими доисторическими ювелирами. В Ирландии обнаружено больше золотых кладов эпохи бронзового века, чем где-либо ещё в Европе. Ирландские золотые украшения были найдены достаточно далеко от неё, вплоть до территории Германии и Скандинавии. На ранних этапах бронзового века эти украшения состояли из довольно простых полумесяцев и дисков из тонкого листового золота. Позднее появилось знаменитое ирландское кручёное ожерелье: оно представляло собой нашейное украшение, состоящее из металлического бруска или ленты, закрученного по оси и затем согнутого в виде замкнутой дуги. Также в Ирландии изготавливались золотые серьги, солнечные диски и лунулы.
Клиновидные гробницы небольшого размера продолжали сооружать и в бронзовом веке, однако грандиозные коридорные гробницы неолита были заброшены навсегда. К концу бронзового века появляются цисты для одиночных погребений: они представляли собой прямоугольный каменный саркофаг, покрытый каменной плитой и зарытый неглубоко в землю. Также в это время сооружаются многочисленные каменные круги (кромлехи), в основном в Ольстере и Манстере.
Согласно генетическим исследованиям, ирландцы являются потомками земледельцев из Средиземноморья, уничтоживших древнейшее население Изумрудного острова, а также скотоводов из Причерноморья. Причерноморские переселенцы – индоевропейцы – принесли свой язык и гены гемохроматоза, а также гены, позволяющие усваивать лактозу и пить молоко. Сходство геномов людей бронзового века и современных ирландцев, шотландцев и валлийцев свидетельствует о том, что уже к 2000 году до нашей эры сложились основные характеристики «островного», отличающегося от галльского, генома кельтов, потомками которых можно считать ирландский народ.
В течение бронзового века климат в Ирландии ухудшался, происходило масштабное обезлесение. Население Ирландии в конце бронзового века составляло от 100 до 200 тыс. человек, то есть примерно столько же, что и в конце неолита.

## Железный век (700 г. до н. э. — 400 г. н. э.)
Ирландский железный век начался около VII века до н. э. и продолжался вплоть до христианизации Ирландии, вместе с которой в страну пришла письменность и, таким образом, закончился доисторический период. Таким образом, ирландский железный век включает в себя период, когда римляне управляли соседним островом Британия. Интерес римлян к соседней территории привёл к появлению наиболее ранних письменных свидетельств об Ирландии (Ивернии). Названия местных племён зафиксировал во II веке географ Птолемей — это кельтские названия.
Кельтские языки Британии и Ирландии, несмотря на ряд общих черт, образовавшихся в рамках островного кельтского языкового союза, делятся на две группы: P-кельтские (бриттские) и Q-кельтские языки (гойдельские). Когда в 5 в. н. э. появились первые письменные источники собственно в Ирландии, в ней были распространены гойдельские языки (Q-кельтские), тогда как в Британии — бриттские языки (P-кельтские).
Ранее предполагалось, что носители кельтских языков впервые пришли в Британию и Ирландию в железном веке, принеся с собой характерные культуры — гальштатскую, а затем латенскую. Тем не менее, археологические артефакты, указывающие на связь с данными культурами, весьма скудны и могут скорее свидетельствовать либо об импорте, либо о культурных связях с континентальной Европой. Явные свидетельства влияния латенской культуры появляются в Ирландии около 300 года до н. э. в металлических изделиях и некоторых каменных скульптурах, в основном в северной части Ирландии. Это также может говорить о том, что носители протогойдельского языка могли прибыть в Ирландию существенно ранее появления в ней латенских изделий, связанных с миграцией носителей другой, бриттской, ветви кельтских языков.
Среди кельтских племён Ирландии были бриганты, которые одновременно были крупнейшим племенем северной и центральной Британии. Ещё одним важным племенем во II веке н. э. были манапии — вероятно, связанные происхождением с менапиями, племенем на севере Галлии в составе белгов.
В конце железного века происходят заметные изменения в образе жизни. В I—II веках н. э. происходит резкий упадок численности населения, что косвенно подтверждается исследованием образцов древней пыльцы, а в III—IV веках вновь происходит быстрый его рост. Причины как сокращения, так и роста остаются неясными, хотя предполагается, что рост населения мог быть связан с так называемым «золотым веком» Римской Британии в III—IV веках н. э. Археологические свидетельства контактов с Римской Британией — либо торговли, либо набегов с её стороны — чаще всего встречаются на севере современной провинции Ленстер, с эпицентром на территории графства Дублин, в меньшей степени — на побережье графства Антрим, и в ещё меньшей степени — в На Роса на северном побережье графства Донегол и в окрестностях озера Карлингфорд-Лох. Погребальный обряд в виде трупоположения, возможно, также был занесён из Римской Британии и распространился в Ирландии к IV—V векам.

## Предания о доисторической эпохе
В Ирландии существовали сказания о том, что Ирландия несколько раз до появления кельтов последовательно заселялась разными «племенами». Учёным пока не удалось археологически атрибутировать эти «племена» — изложенная в легендах последовательность событий не совпадает с таковой, установленной современными археологическими данными. Сыновья Миля прибывают в Ирландию морем откуда-то из Испании, и полностью завоёвывают её, но не существует каких-либо указаний на попытки вторжения палеоиспанских народов в бронзовом или железном веке. Племена богини Дану, отождествляемые со строителями коридорных гробниц, возможно, использовали свои мегалиты не только как захоронения, но и как жилища, и исчезли одними из последних, что также не стыкуется с установленными фактами.

### Археология
- Arias, J. World. Prehistory 13 (1999):403-464.The Origins of the Neolithic Along the Atlantic Coast of Continental Europe: A Survey
- Bamforth and Woodman, Oxford J. of Arch. 23 (2004): 21-44. Tool hoards and Neolithic use of the landscape in north-eastern Ireland
- Clark (1970) Beaker Pottery of Great Britain and Ireland of the Gulbenkain Archaeological Series, Cambridge university Press.

### Генетика
- McEnvoy et al., Am. J. Hum. Genet. 75 (2004):693-704
- Finch et al., Exp. Clin. Immunogenet. 14 (1997):250-263
- Williams et al., Hum. Immunology. 65 (2004):66-77